# Marthe Antoine Gérardin
Pour les articles homonymes, voir Antoine et Gérardin.
Marthe Antoine Gérardin, née Marthe Antoine le 6 août 1880 à Nancy et morte le 28 juin 1952 à Amsterdam, est une dessinatrice et portraitiste française.
Dans l’entre-deux-guerres, elle a réalisé, en France et aux Pays-Bas notamment, de nombreux portraits de personnalités du XXe siècle, souvent représentées de profil.

## Biographie

### Jeunesse et famille
Marthe Marie Camille Antoine naît en 1880 à Nancy, 7, rue du Tapis-Vert, première née des jumelles de Louis Auguste Antoine, représentant de commerce né à Brest, et Marie Clémence (née Marie Barbe) Gérardin, mariés en 1876 à Saint-Dié-des-Vosges. Sa sœur est prénommée Henriette Marie Herveline.
Les Antoine résident à Nancy 33, boulevard Lobau, puis quittent Nancy au moment de la guerre pour s'établir dans l'ouest de la France, à La Baule, Biarritz puis Pau.
Louis Antoine meurt en 1922 à Pau et sa femme en 1936 à Biarritz.

### Parcours
Marthe Antoine entre vers 1914 à l'École régionale des beaux-arts de Nancy. C'est à cette époque qu'elle prend l'habitude d'esquisser au crayon des portraits de ses camarades ou de ses professeurs.
Établie à La Baule vers 1916 sous le nom de Marthe Antoine Gérardin, elle dessine, donne des cours de peinture et expose ses premiers portraits à la galerie Mignon-Massart, rue Boileau. Tandis qu'elle séjourne à Nantes, elle visite, son carton à dessins sous le bras, une exposition du dessinateur néerlandais Louis Raemaekers dont elle est une fervente admiratrice. L'organisateur de l’exposition, remarquant ses travaux, lui propose d'exposer ses portraits à Paris, mais elle refuse, expliquant qu'elle doit s'occuper de son père aveugle. En 1920, elle expose au Salon des Amis des arts de Pau des petits portraits au crayon dont la maîtrise est remarquée. La même année, ses travaux commencent à être reproduits sous forme d'illustration dans la presse, comme son portrait d'Agnès Souret, élue « la plus belle femme de France », paru dans Le Monde illustré. Marthe Antoine Gérardin acquiert rapidement une notoriété locale puis nationale pour ses portraits, souvent réalisés de profil. 
Après la mort de son père, en 1922, la dessinatrice s'installe en 1923 à Paris — au 174, boulevard Malesherbes — où le Tout-Paris des lettres et des arts pose désormais pour elle : Colette, Jean Richepin, Tristan Bernard, Vincent d'Indy, Cécile Sorel... Ses dessins sont reproduits dans plusieurs journaux et magazines (Comœdia, Cinémagazine, L'Œuvre... ) et font l'objet d'éditions en cartes postales, sur lesquelles est parfois imprimé l'autographe de la célébrité représentée.
En 1929, Marthe Antoine Gérardin part pour un séjour aux Pays-Bas. Un long portrait d'elle, intitulé « Globetrotter du crayon », paraît en juillet dans le quotidien De Telegraaf. La journaliste Emmy van Lokhorst (nl) y raconte notamment la façon de travailler de la dessinatrice : disposant de peu de temps pour faire le portrait de personnalités très occupées, elle a appris à saisir rapidement leurs traits dans un croquis qu'elle retravaille plus tard ; pour avoir une chance de rencontrer des célébrités, elle se rend dans de nombreux lieux et manifestations — conférences, spectacles, coulisses des théâtres, boîtes de nuit — et voyage beaucoup, ce qui lui a valu de la part du journaliste Maurice Hamel le surnom de « globe-trotteur du crayon ». Elle travaille principalement au crayon et au fusain, avec parfois quelques rehauts de couleur au crayon ou à la gouache,.
Marthe Antoine Gérardin décide finalement de s'établir à La Haye et durant six ans, réalise de très nombreux portraits, notamment ceux des membres de la famille royale et du Gotha européen, ainsi que de célébrités politiques rencontrées au palais de la Paix, à l'occasion des sessions de la Cour internationale de justice. Ses dessins sont parfois reproduits dans les journaux hollandais, comme Het Vaderland (nl), Haagsche Courant (nl) ou Nieuwe Haarlemsche courant.
En 1936, Marthe Antoine Gérardin quitte La Haye et retourne en France auprès de sa mère, qui meurt en juillet. Demeurant à Paris, 64, rue des Moines, elle est décorée des palmes académiques en avril 1937, puis repart aux Pays-Bas après septembre. 
Après cette date, son nom n'apparaît plus dans la presse française et plus que rarement dans la presse néerlandaise.
Marthe Antoine Gérardin meurt en 1952 à Amsterdam. Sa mort est annoncée peu après dans De Telegraaf.

## Œuvres
(Liste non exhaustive)
- Tête d'homme, dessin, 1914, École nationale supérieure d'art et de design de Nancy[8]

- 47 dessins, collection Marthe Antoine Gérardin, Archives de la ville d'Amsterdam[30]
- Collections de la Bibliothèque nationale de France[31]
- Collections des bibliothèques spécialisées de la ville de Paris (Bibliothèque historique de la ville de Paris et bibliothèque Marguerite-Durand)[20]
- 30 dessins de personnalités présentes à la Conférence de La Haye (1929-1930) (en) et 20 dessins de personnalités du théâtre français, collection Artine Artinian, Harry Ransom Center (en), Austin, Texas[32]

## Galerie

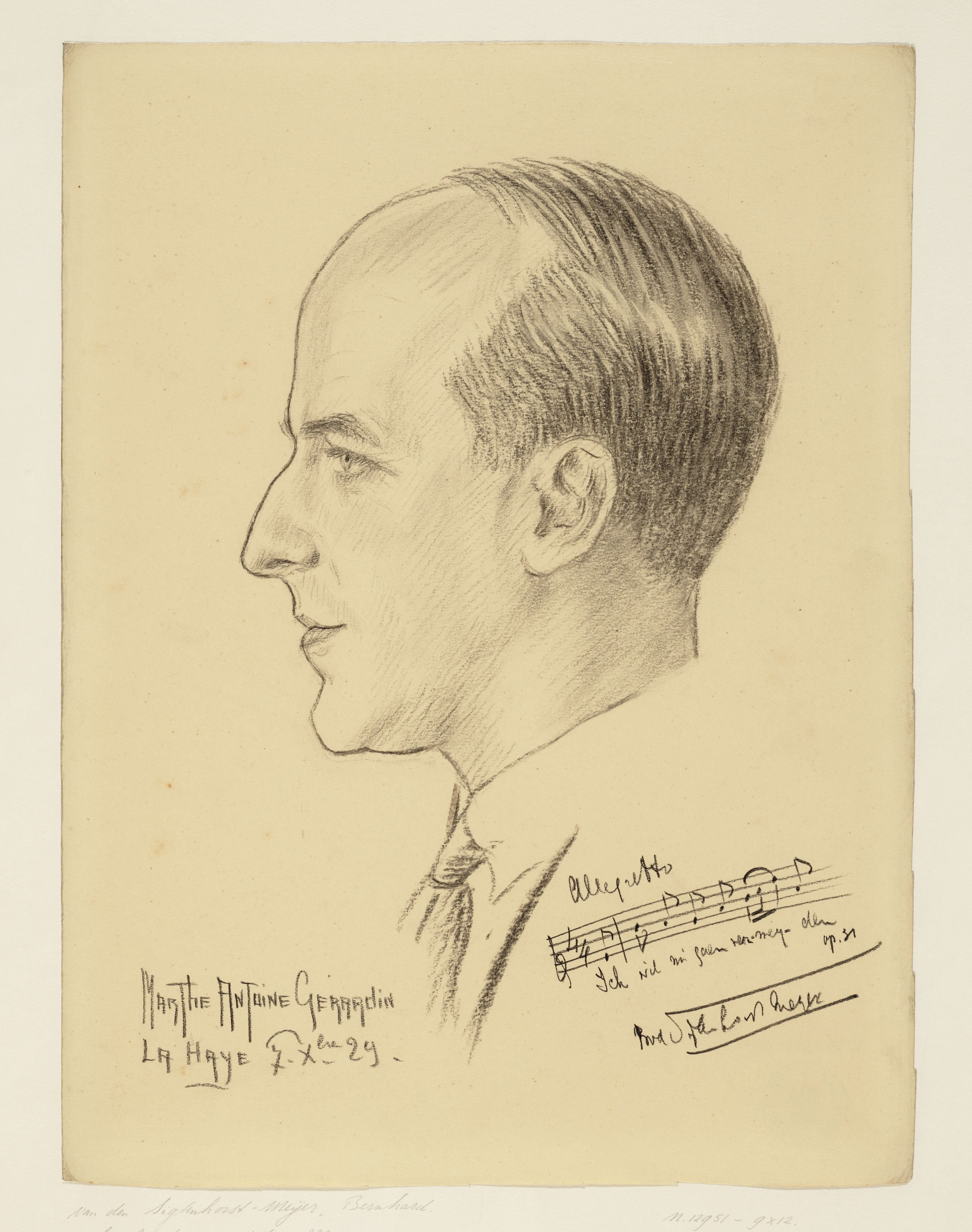
Portrait de Bernhard van den Sigtenhorst Meyer, 1929
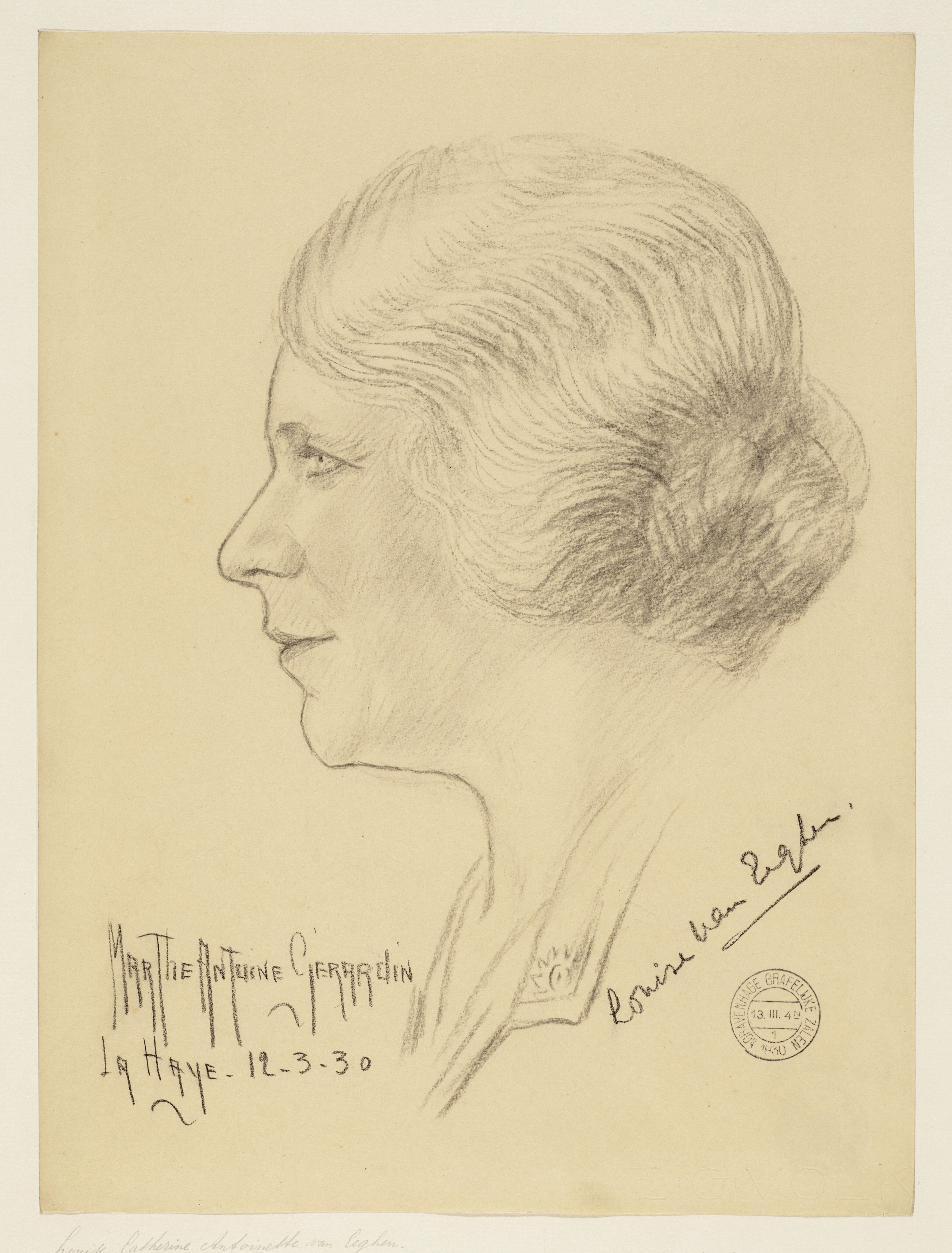
Portrait de Louise van Eeghen, 1930
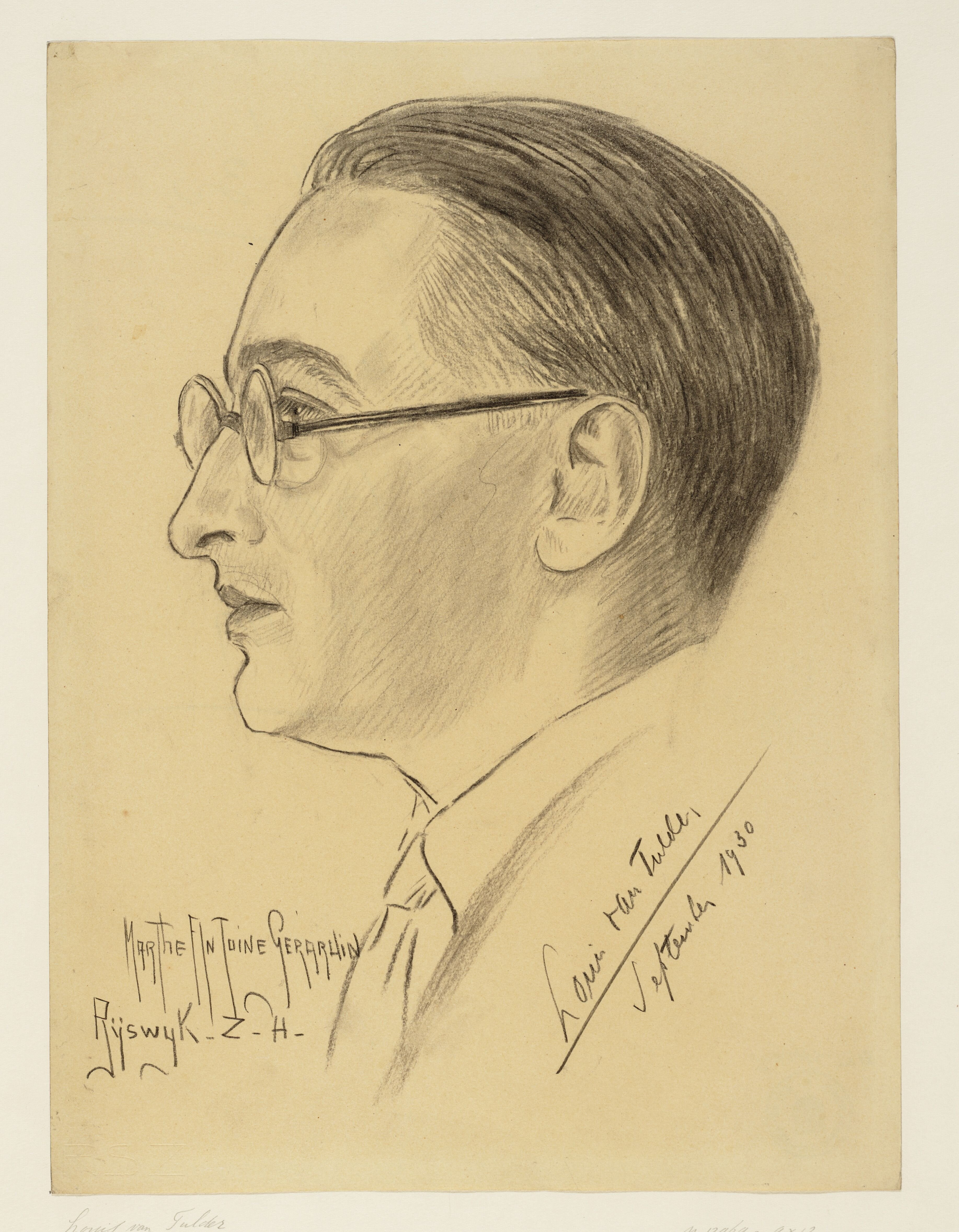
Portrait de Louis van Tulder, 1930
Portrait de Viktor Bruns Richter, 1931
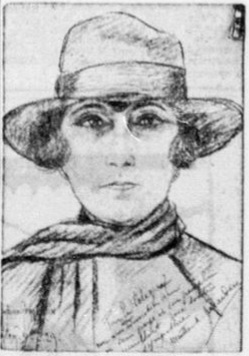
Autoportrait de Marthe Antoine Gérardin, reproduit dans De Telegraaf à sa mort

## Distinctions
- Mention honorable au titre de patronnesse de la Société de secours mutuels des médaillés militaires à Nice, décernée par le ministère du Travail et de la Prévoyance sociale, 1932[33]
- Chevalière de l'ordre des Palmes académiques, 1937[26]